# Frome (Somerset)
[carece de fontes?]
Frome é uma cidade de dimensão média no distrito de Somerset, Inglaterra. A cidade possui uma área de aproximadamente 13 milhas (21 km) a sul de Bath, e está localizada no extremo leste da Mendip Hills. O centro da cidade, por onde corre o rio Frome, é cercada por morros.